# マイケル・リンゼイ＝ホッグ
第5代準男爵サー・マイケル・リンゼイ＝ホッグ（Sir Michael Edward Lindsay-Hogg, 5th Baronet, 1940年5月5日 - ）は、ニューヨーク生まれのアメリカの映画監督、プロモーション・ビデオ監督。
ザ・ビートルズ晩年の内情を捉えた映画『レット・イット・ビー』の監督として知られる。

## 経歴
リンゼイ＝ホッグは、ニューヨークで1940年にアイルランド出身の女優ジェラルディン・フィッツジェラルドの息子として生まれた。彼はニューヨークのトリニティ・スクールとコネチカット州のチョート・スクールで教育を受けた。子供時代の彼は、1946年まで母の夫だったサー・エドワード・リンゼイ＝ホッグ（イングランド南部サセックスのリンゼイ＝ホッグ准男爵家の4代当主）が自分の父親と信じて育った。16歳の時、マイケル・リンゼイ＝ホッグは、実の父親がオーソン・ウェルズだという噂があることをフィッツジェラルドから聞かされた。フィッツジェラルドはこの噂を否定したが、リンゼイ＝ホッグの抱いた当惑と疑念は消せなかった:15。フィッツジェラルドは、この噂を公式にも否定している。
リンゼイ＝ホッグはウェルズと劇場で一緒に仕事をしたこともあり、ウェルズの生涯を通じてたびたび顔を合わせていた。ウェルズの長女クリスとも子供時代からの友人だったが、彼女もリンゼイ＝ホッグは自分の兄弟かもしれないとずっと考えていた。クリスにこの疑念を打ち明けられ、リンゼイ＝ホッグは、本当の父親が誰であるかを確認するためDNA鑑定を行った。しかし、この鑑定でははっきりとした結論は出なかった。2011年に出版されたリンゼイ＝ホッグの自伝によると、フィッツジェラルドの親友であったグロリア・ヴァンダービルトから、彼の実の父親はウェルズだとフィッツジェラルドが語っていたと伝えられたという:265–267。しかし、パトリック・マッギリガン (Patrick McGilligan) が2015年に出版したウェルズの伝記によると、フィッツジェラルドは1939年5月にアメリカからアイルランドに旅立っており、10月後半に帰国した際にはすでに妊娠中だった。マッギリガンは、ウェルズはこの時期に海外に出ておらず、リンゼイ＝ホッグの父ではありえないとしている。
リンゼイ＝ホッグは、1946年にフィッツジェラルドと結婚したアメリカ人ビジネスマンのステュアート・シェフテル (Stuart Scheftel) を継父として育てられた。
1967年、ルーシー・メアリー・デイヴィースと結婚し、1978年に離婚した。 その後ルーシーはスノードン伯爵と再婚した。

## 仕事
アメリカの大学を卒業したリンゼイ＝ホッグは、父親の地元であるイギリスに渡り、映像関係の仕事に就いた。1965年からは、イギリスのテレビ局ITVが1963年から放送していた音楽番組『レディ・ステディ・ゴー』（Ready Steady Go!）のディレクターとなり、番組を通じて、ザ・ローリング・ストーンズ、ザ・フー、ザ・ヤードバーズら、イギリスの人気ロックグループと知り合った。
『レディ・ステディ・ゴー』が放送終了してしばらく経った頃、ザ・ビートルズからプロモーション・フィルムの制作を依頼され、『ペイパーバック・ライター』、『レイン』、『ヘイ・ジュード』および『レボリューション』のプロモーション・フィルムを撮影した。
ビートルズとの仕事は一旦途切れるが、1969年になって、ポール・マッカートニーの発案によるレコーディング・セッション（ゲット・バック・セッション）の撮影を依頼され、1969年1月2日から撮影を開始した。しかし、メンバー内の結束は既に崩壊しており、一向に進まないレコーディングや、メンバー間の衝突などが記録される結果となった。一方で、1月30日にアップル本社ビルの屋上で行われた2年5か月ぶりのライヴ演奏（ルーフトップ・コンサート）では、ビートルズとしての、最後のライヴ・パフォーマンスを記録する事になった。
リンゼイ＝ホッグが撮影したこれらの映像は、1970年に映画『レット・イット・ビー』として一般公開され、バンド末期の状況を記録した貴重な映像となっている。
また、ローリング・ストーンズからもプロモーション・フィルムの制作を依頼され、1967年に『シーズ・ア・レインボー』のプロモーション・フィルムを撮影したのを皮切りに、1981年の『刺青の男』まで、10年以上の長期間に渡り、ローリング・ストーンズの数多くのミュージック・ビデオを監督した。また1968年には、「ロックンロールとサーカスの融合」をコンセプトに、ローリング･ストーンズが企画･製作したスタジオ・ライヴ『ザ・ローリング・ストーンズ ロックンロール・サーカス』を監督した。
このほか、ビートルズ解散後にポール・マッカートニーが結成したバンド、ウイングスや、ホイットニー・ヒューストンの1985年の作品『そよ風の贈りもの』（You Give Good Love）のミュージック・ビデオを監督したほか、様々なアーティストのライヴ映像の記録も行っている。
1970年代からは、映画・テレビドラマの監督業にも進出し、BBCを初めとする各局で数多くの作品を撮影している。また2000年には、ジョン・レノンとポール・マッカートニーが最後に会った日を題材にした映画『ザ・ビートルズ 1976ダコタ･ハウスにて…two of us』を監督した。
リンゼイ＝ホッグは、映画監督としての活動の他、自身のそれまでの仕事やオーソン・ウェルズへの思いを綴った伝記を発表し、作家としても活動している。
2021年にはリンゼイ＝ホッグが撮影したゲット・バック・セッションの模様をピーター・ジャクソンが再編集し『ザ・ビートルズ: Get Back』として公開された。

## 参照
1. 1 2 3  Lindsay-Hogg, Michael (2011). Luck and Circumstance: A Coming of Age in Hollywood, New York and Points Beyond. New York: Alfred A. Knopf. ISBN 978-0-307-59468-6
2. ↑  Hodgson, Moira (2011年9月30日). “A Director Casts About for Clues”. The Wall Street Journal 2015年8月31日閲覧。
3. 1 2  Runtagh, Jordan (2016年1月29日). “Beatles’ Famous Rooftop Concert: 15 Things You Didn’t Know” (英語).  Rolling Stone. 2019年2月5日閲覧。
4. ↑  Witchel, Alex (2011年9月30日). “Are You My Father, Orson Welles?”. The New York Times 2015年9月1日閲覧。
5. ↑  Thorpe, Vanessa (2010年1月30日). “The 'only son' of Orson Welles to take DNA test”. The Guardian 2015年8月31日閲覧。
6. ↑  McGilligan, Patrick (2015). Young Orson. New York: Harper. p. 602. ISBN 978-0-06-211248-4
7. ↑  Adams, Bernard (2005年7月19日). “Geraldine Fitzgerald”. The Guardian 2015年9月1日閲覧。